# Раян Сімпкінс
Раян Сімпкінс (25 березня 1998 , Мангеттен, Нью-Йорк ) — американська акторка, відома своїми ролями в таких фільмах, як «Гордість і слава», «Самотній чоловік», «Життя спочатку» та «Вулиця страху. Частина друга: 1978».

## Походження та навчання
Сімпкінс народилася 1998 року на Манхеттені, Нью-Йорк, і переїхала до Каліфорнії в 2006 році. Її молодший брат Тай Сімпкінс — також актор. Сімпкінс навчалася в Каліфорнійському університеті в Берклі.
Раян Сімпкінс є небінарним гендером. Станом на 2021 рік вони використовували займенники they/them (вони/їх), але станом на липень 2022 року їхній Instagram вказував займенники they/she (вони/вона).

## Кар'єра
Їхня перша поява у кінематографі відбулася у фільмі «Шеррібебі», де вони зіграли головну роль разом із Меггі Джилленгол. Вони тричі виступали разом із братом Таєм, у Гордість і слава, Життя спочатку та Аркадія. Вони зіграли головну роль Ліззі Малдун в екранізації книги Венді Масс «Джеремі Фінк і сенс життя», сценаристом і режисером якої стала Тамар Халперн.

## Фільмографія
| Рік  | Назва                              | Роль                  | Примітки                                                     |
| ---- | ---------------------------------- | --------------------- | ------------------------------------------------------------ |
| 2006 | Sherrybaby                         | Алексіс Паркс         |                                                              |
| 2006 | CSI: Місце злочину                 | Фейт Волдріп          |                                                              |
| 2008 | Сади ночі                          | Молодий Леслі Вайтгед |                                                              |
| 2008 | Гордість і слава                   | Шеннон Іган           |                                                              |
| 2008 | Життя спочатку                     | Дженніфер Вілер       |                                                              |
| 2009 | М'яча: історія Гері Хаусмана       | Емі Добер             |                                                              |
| 2009 | Самотній чоловік                   | Дженніфер Странк      |                                                              |
| 2009 | Спостереження                      | Стефані               |                                                              |
| 2010 | Сітерська вул                      | Рамона                | також письменник, режисер                                    |
| 2011 | Джеремі Фінк і сенс життя          | Ліззі Малдун          |                                                              |
| 2011 | Між                                | Кароліна              |                                                              |
| 2012 | 1426 Chelsea Street                | Благодать             | також продюсер                                               |
| 2012 | Аркадія                            | Грета                 |                                                              |
| 2013 | Космічні воїни                     | Лейсі Майерс          |                                                              |
| 2015 | туга                               | Тесс                  | Номінація — премія Fangoria Chainsaw за найкращу жіночу роль |
| 2017 | Ведмідь із Бріґсбі                 | Обрі                  |                                                              |
| 2017 | Операція «Казино»                  | Алекс Йогансен        |                                                              |
| 2018 | Ladyworld                          | Доллі                 |                                                              |
| 2020 | Порадник для недосвідченого ока    | Jewel Irons           | Повторювана роль                                             |
| 2021 | Вулиця страху, Частина перша: 1994 | Аліса                 |                                                              |
| 2021 | Вулиця страху. Частина друга: 1978 | Аліса                 |                                                              |
| 2021 | Вулиця страху. Частина третя: 1666 | Аліса                 |                                                              |
| 2022 | Будь ласка, дитинко, будь ласка    | Дікі                  |                                                              |
| TBA  | Проєкт Джорджтаун                  | Лі Міллер             | Пост-продакшн                                                |